# Softbal

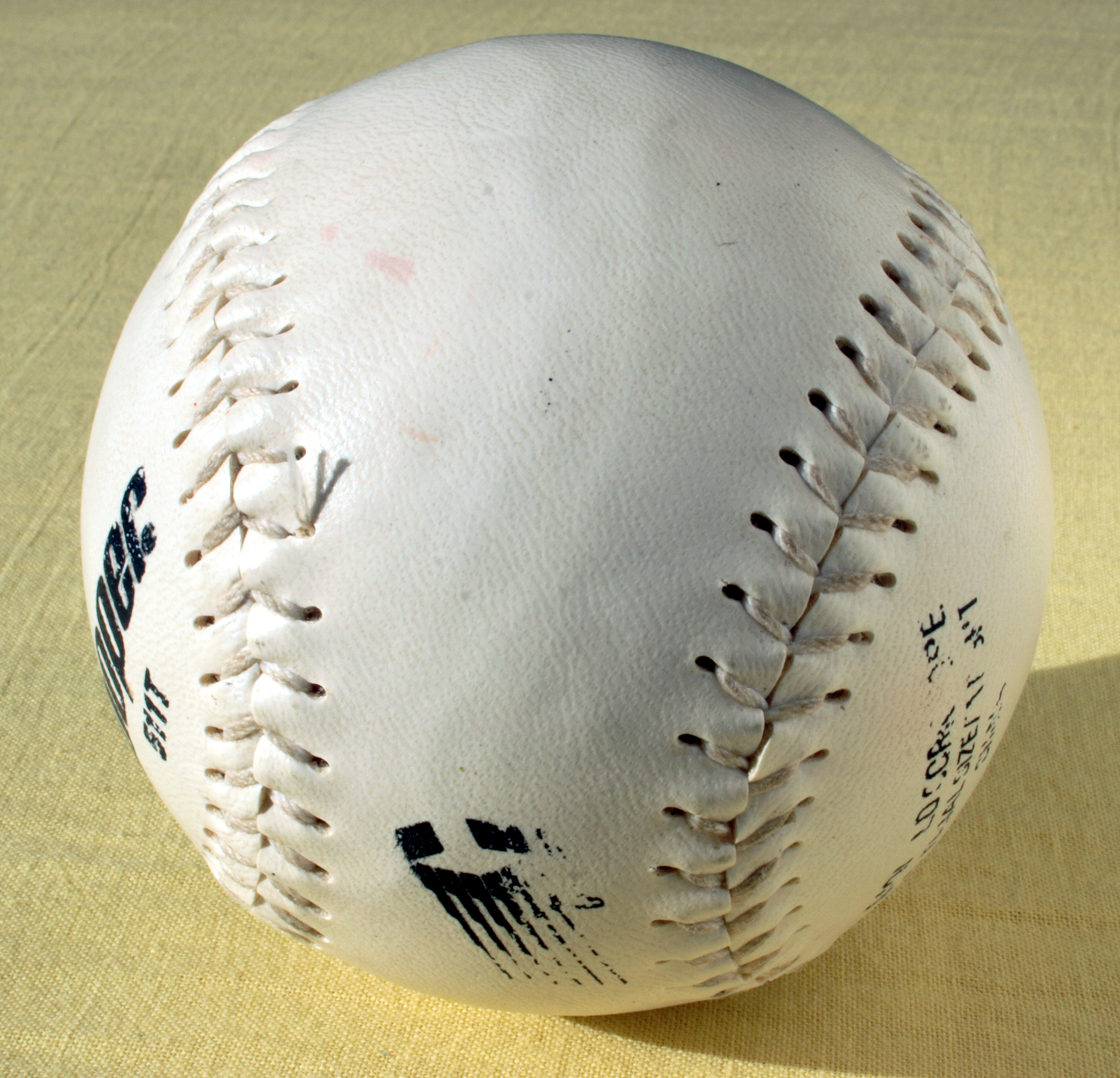
De bal die wordt gebruikt bij softbal.

Softbal is een sport, verwant aan het honkbal.
Op het eind van de 19e eeuw sprak men voor het eerst over softball, ergens in de Verenigde Staten. Er werd toen in sporthallen gegooid en geslagen op een soort bal die bestond uit een samengepropt geheel van stof.
Dit heeft niets meer te maken met de sport softbal zoals we die nu kennen. Softbal lijkt veel op honkbal (Engels: baseball) maar heeft een aantal afwijkende voorschriften. Zo is het aangooien (pitching) bij softbal onderhands, is het veld kleiner en de bal iets groter. Het principe bij beide sporten is hetzelfde: er moet zo veel mogelijk punten gescoord worden (lopen via het eerste, tweede, derde
honk en de thuisplaat) en er moet worden getracht te verhinderen dat de tegenpartij punten scoort. Een softbalwedstrijd duurt gemiddeld minder lang dan een honkbalwedstrijd, gemiddeld namelijk zo'n 1,5 uur, dit heeft onder andere te maken met het aantal innings (7 in plaats van 9) en de snelheid van handelen op een kleiner veld. In de hogere klassen (in Nederland) worden "dubbels" gespeeld, dus twee wedstrijden achterelkaar. In Amerika wordt de recreatieve variant slowpitch genoemd en de competitieve fastpitch.
Softbal is een technische en tactische sport. Softbal wordt zowel door vrouwen als door mannen gespeeld, elk in hun eigen competitie.

## Internationale kampioenschappen
Olympische Spelen
Softbal was van 1996 tot en met 2008 een olympische sport voor vrouwen, als tegenhanger van honkbal bij de mannen, op de Olympische Zomerspelen. Het Internationaal Olympisch Comité schrapte softbal, evenals honkbal, voor 2012 van de lijst met onderdelen. In 2021 volgde eenmalig een terugkeer op de Olympische Spelen tijdens Tokio 2020.
Wereldkampioenschap
Voor de vrouwen werd er in 1965 voor het eerst een wereldkampioenschap softbal georganiseerd. Het kampioenschap voor de mannen werd voor het eerst in 1966 georganiseerd.
Europees kampioenschap
Het kampioenschap voor de vrouwen werd in 1979 voor het eerst georganiseerd. De eerste editie van het mannenkampioenschap werd in 1993 georganiseerd.

## Spelers
Verdedigende partij

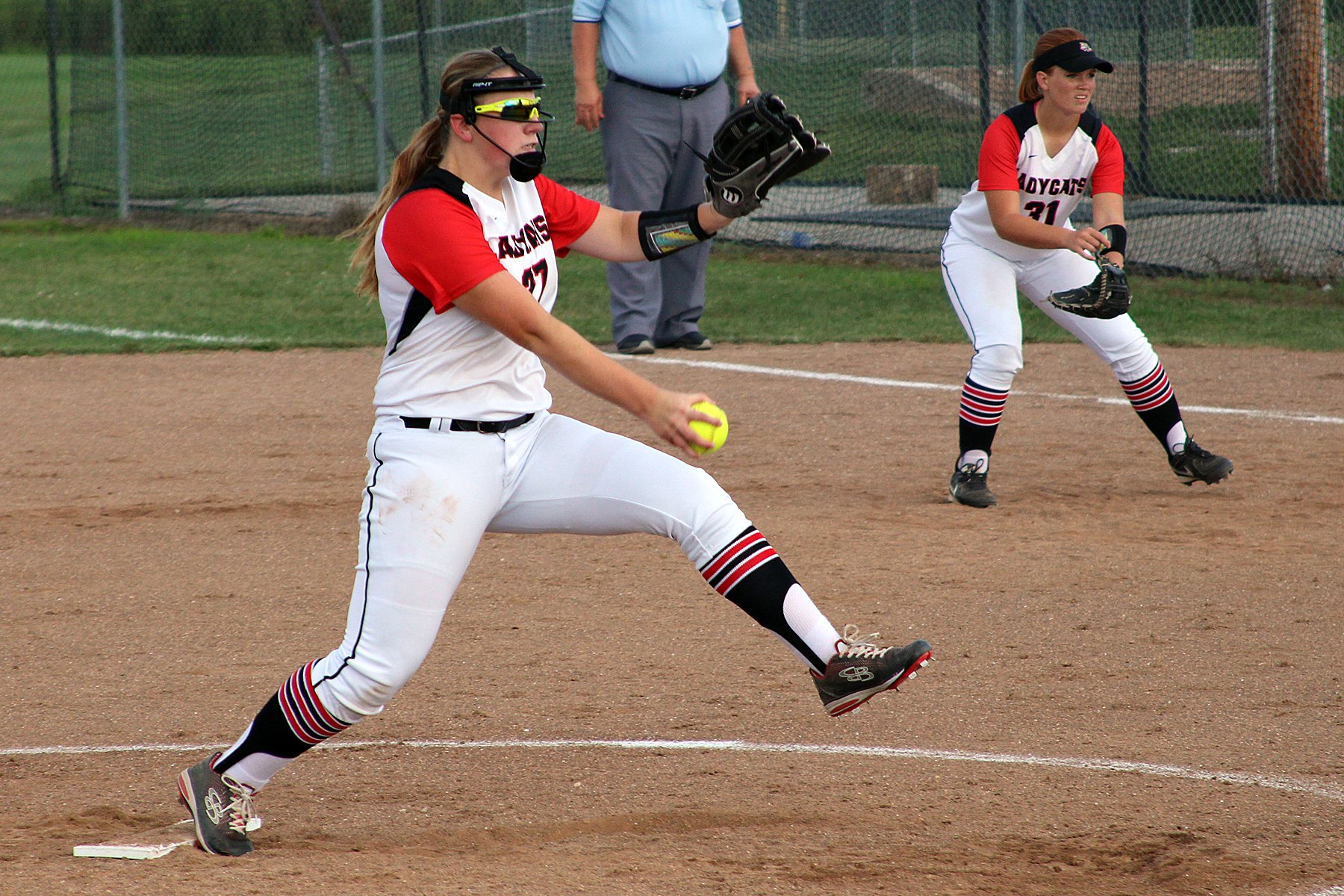
De werper

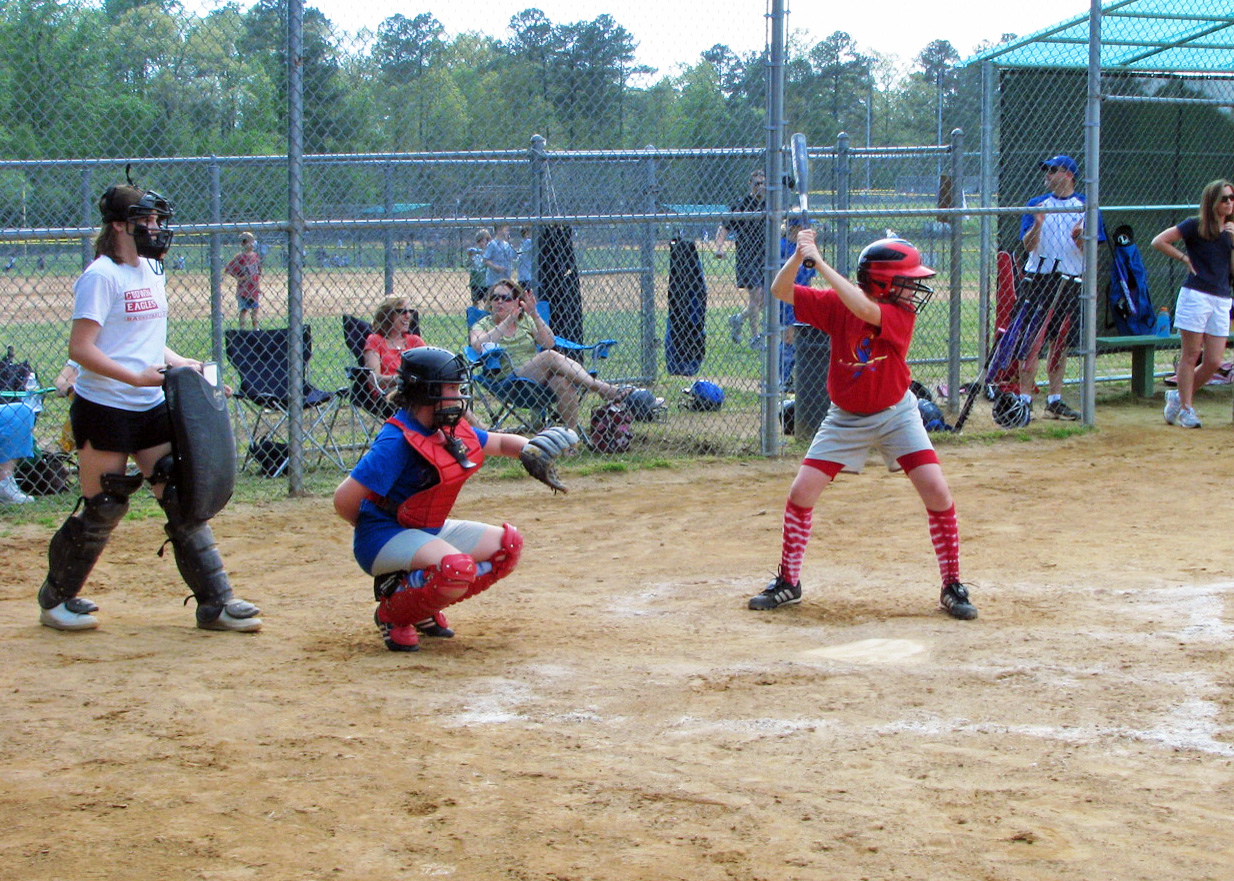
De slagman en een achtervanger.

- De werper (Engels: pitcher): degene die in de werpcirkel (pitch), in het midden van het veld staat. De werper moet de bal onderhands naar zijn teamgenoot, de achtervanger, gooien die achter de thuisplaat gehurkt zit.
- De achtervanger (Engels: catcher): zit gehurkt achter de thuisplaat en moet de bal die de werper naar hem gooit proberen te vangen. De catcher heeft een pak aan dat hem beschermt als de bal tegen hem aan komt.
- De verdediging: de rest van het verdedigende team staat in het veld en probeert de slagman/honklopers uit te maken door de bal te vangen, de lopende slagman uit te tikken of de bal sneller dan de slagman op het honk waar deze naartoe loopt te krijgen. Analoog aan het honkbal zijn er een korte stop, een eerste, tweede en derde honkman en drie buitenvelders (links-, midden- en rechtsveld).

Aanvallende partij
- De slagman: deze staat in het slagperk naast de thuisplaat en moet proberen de door de werper toegegooide bal in het veld te slaan. Nadat dit gelukt is laat hij de knuppel op de grond vallen en loopt hij naar het eerste honk en indien mogelijk verder. Als de slagman uiteindelijk (in een of meer slagbeurten) alle honken heeft aangeraakt en daarna de thuisplaat heeft bereikt, heeft deze één punt voor zijn team gescoord.
- Honkloper: een slagman wordt, nadat hij de bal heeft weggeslagen en begonnen is de honken af te gaan, een honkloper genoemd.
- Aanvallers: De lopers op het veld proberen om naar het volgende honk te lopen of te scoren door naar de thuisplaat te lopen. Er zijn minimaal 1 (de slagman) en maximaal 4 spelers tegelijk in de aanval, namelijk 3 honklopers en 1 slagman. Per honk mag slechts 1 honkloper staan. De rest van de aanvallende partij zit in de dug-out, een bank of overdekte cabine langs de zijkant van het veld.

## Uitgooien
Men kan spelers van het aanvallende team op verschillende manieren uitmaken: 3-slag, vangbal, uittikken en gedwongen loop.
- 3-slag: als de pitcher de bal heeft gegooid en de bal gaat door de slagzone of de slagman swingt zonder de bal te raken, dan roept de scheidsrechter "slag" of "strike", ook een geslagen bal die buiten het speelveld (aangegeven met lijnen) wordt geslagen, wordt gerekend als "slag", maar na 2 slag mogen deze "foutballen" onbeperkt worden geslagen. Na drie van deze slagballen is de slagman uit. Een uitzondering is wanneer de derde slagbal niet wordt gevangen door de catcher. Dan mag de slagman alsnog proberen het eerste honk te bereiken. Als een toegeworpen bal buiten de slagzone valt, dan is er sprake van een wijdbal.
- Vangbal: wanneer de slagman de bal heeft weggeslagen en hij naar het eerste honk loopt, maar de geslagen bal door een speler van het verdedigende team meteen wordt gevangen, dan is de slagman uit.
- Uittikken: wanneer een aanvaller niet in contact is met een honk en een speler van het verdedigende team hem met de bal aanraakt, is hij uitgetikt.
- Gedwongen loop: als een honkloper niet terug kan keren naar zijn vorige honk, bijvoorbeeld wanneer hij net de bal weggeslagen heeft en bij het eerste honk aankomt of omdat er op het vorige honk nu een andere honkloper staat, dan is er sprake van een gedwongen loop. Nu hoeft de honkloper niet uitgetikt te worden, maar is het gewoon een kwestie van wie eerder bij het volgende honk is, de honkloper of de bal. Als de honkloper als eerste op het honk aankomt dan is hij "safe" of "in". Als de bal eerder door de honkman gevangen wordt en deze het honk aanraakt, dan is de loper uit.

## Uitrusting
- Vooral de uitrusting van de catcher is uitgebreid, hij of zij draagt een masker, beenbeschermers (leg guards) en lichaamsbescherming.
- De slagman en de honklopers moeten allemaal een helm met oorbeschermers op hebben.
- Alle spelers moeten ook een softbalhandschoen en een knuppel hebben, de handschoen gebruiken ze als ze op het veld staan, de knuppel wordt gebruikt door de aanvallende partij.
- De bal heeft een omtrek van ongeveer 30,5 cm en weegt tussen 178,0 en 198,4 gram. Voor de recreatieve variant ("slowpitch") geldt een omtrek van 27,4 cm en een gewicht van tussen 166,5 en 173,6 gram. De bal is in beide gevallen groter en zwaarder dan bij honkbal.
- De knuppel mag niet langer zijn dan 86,4 cm, en niet zwaarder dan 1,077 kg. Hij is gemaakt van aluminium, of een legering met composiet of een combinatie hiervan.

## Veldafmetingen
De afmetingen van het veld zijn wat kleiner dan bij honkbal.
- Afstand tussen de honken bedraagt 18,30 meter
- Afstand tot de pitcherplaat bedraagt 12,20 meter
- Afstand tot het hek bedraagt minimaal 60 meter